# Џералдин Чаплин
Џералдин Ли Чаплин (енгл. Geraldine Leigh Chaplin; рођена 31. јула 1944. Санта Моника, Калифорнија), америчка је позоришна, филмска и ТВ глумица, прво дете Уне О'Нил и Чарлија Чаплина, унуке нобеловца Јуџина О'Нила. Номинована је за БАФТА и Златни глобус. Њена ћерка је позната глумица Уна Чаплин.